# Atlante storico iconografico delle città toscane
L'Atlante storico iconografico delle città toscane (Asict) è un sito web interamente dedicato all'iconografia urbana della Toscana nella sua stagione "storica", creato dalle italiane Lucia Nuti e Denise Ulivieri. Il suo database  raccoglie immagini datate tra il XIV secolo ed il XVIII secolo, ma soltanto quelle che offrono una rappresentazione globale delle città a cui si riferiscono e non le vedute parziali o particolari architettonici delle stesse, o luoghi stereotipi del turismo, perché queste obbediscono a intenti diversi.
Il sito consente di approfondire la conoscenza delle città toscane attraverso la loro storia iconografica e al tempo stesso approfondire, attraverso lo specifico delle città toscane la storia di uno specifico settore di studi, l'iconografia urbana.

## Storia
Il sito inizia a funzionare nel 2006 come prodotto finale di una ricerca che è stata cofinanziata dal Ministero dell'Istruzione, dell'Università e della Ricerca nell'ambito dei Programmi di Ricerca di Interesse Nazionale (PRIN) "Atlante dell'iconografia delle città italiane in Età Moderna" 2003-2005; successivamente è ampliato e perfezionato con un ulteriore finanziamento per il programma "Fonti manoscritte per l'immagine della città italiana in età moderna" 2007-2009. La scelta di un prodotto multimediale piuttosto che cartaceo ha permesso di rendere la sua banca dati immediatamente accessibile, suscettibile di integrazioni e aggiornamenti, che sono infatti costantemente in corso, e soprattutto è capace di interfacciarsi con altri prodotti affini, alcuni dei quali elaborati dalla Regione Toscana.
Al 2016 in archivio sono presenti 1510 schede, 1810 immagini e 1012 schede bibliografiche.

## Struttura e funzionalità
La struttura del sito e la sua veste grafica sono state studiate per facilitare al massimo la navigazione ed accedere velocemente alle informazioni richieste. La banca dati è composta dalle immagini e dalle schede ad esse relative, consultabili per singole città, attraverso l'indice in basso o attraverso sette aree tematiche,ad ognuna delle quali corrisponde un settore dell'iconografia storica, all'interno del quale sono stati prodotti gruppi di immagini, con caratteristiche e finalità proprie, e che propongono quindi specifici percorsi di lettura:
- Fortificazioni
- Città e Santi patroni
- Regioni storiche
- Libri illustrati
- Atlanti di città
- Cicli murali
- Viaggi e viaggiatori

Ogni scheda contiene l'immagine e le seguenti informazioni:
- informazioni di carattere storico e note specifiche
- cenni sugli artisti
- bibliografia
- data
- tecnica di composizione
- collocazione
- dimensioni dell'originale
- trascrizione delle eventuali iscrizioni presenti

Per ogni località è inoltre possibile un collegamento diretto con:
- Vedute aeree (tramite Bing Maps, Google Maps e TerraFlyer della Regione Toscana)
- Mappe dei catasti storici (servizio CASTORE della Regione toscana)

È disponibile inoltre una maschera di ricerca che permette di impostare i propri criteri di filtraggio.